# Modèle keynésien à effet de seuil
Le modèle keynésien à effet de seuil est un modèle économique qui détermine des seuils d'endettement public au-delà desquels les politiques de relance économiques de nature budgétaire deviennent de moins en moins efficaces. D'inspiration keynésienne, ce modèle a été proposé par Olivier Blanchard en 1991 et concurrence la théorie de l'équivalence néo-ricardienne.

## Contexte
La théorie keynésienne a montré l'existence d'un effet positif des politiques de relance budgétaires, par lesquelles un État stimule la croissance économique par le biais d'une augmentation conjoncturelle des dépenses publiques. Toutefois, à partir des années 1970, plusieurs théories issues d'écoles de pensée économique concurrentes (monétarisme, nouveau néoclassicisme) remettent en question l'efficacité de la relance keynésienne. Notamment, Robert Barro de l'école de la nouvelle économie classique propose la théorie de l'équivalence néo-ricardienne, selon laquelle les relances budgétaires sont inefficaces car les agents économiques vont répondre à l'augmentation de la dépense publique par une augmentation de leur épargne de précaution, craignant que l’État n'augmente les impôts dans le futur proche pour rembourser ses dépenses publiques dues à la relance budgétaire.
En réponse à cette offensive théorique, la nouvelle économie keynésienne propose, sous la plume d'Olivier Blanchard en 1991, puis d'Alan Sutherland en 1997, un modèle qui explique les réactions des agents économiques à une hausse de la dépense publique de manière plus réaliste.

## Modèle
Le modèle keynésien à effet de seuil est composé d'agents économiques qui sont dotés d'une faculté d'anticipation qui ne relève pas de l'anticipation rationnelle. Lorsque l’État augmente les dépenses publiques pour lutter contre une crise économique, si les agents considèrent la dette publique comme remboursable (son niveau est alors inférieur à un certain seuil psychologique), alors les agents ont un comportement non-ricardien ; ils n'augmentent pas leur épargne mais continuent de dépenser.
En revanche, dans le cas où la dette est considérée comme peu soutenable, alors les agents économiques anticipent la fin de la politique budgétaire et une augmentation de l'imposition future, car l’État, si la trajectoire de la dette est insoutenable, sera bien contraint d'augmenter les impôts. Dans ce cas, les agents ont un comportement ricardien.
Ainsi, une même politique budgétaire a des effets différents selon la perception du contexte économique du pays. La valeur de ce modèle réside dans ce qu'il prend en compte les non-linéarités de la réaction des agents économiques face à la dette publique.

## Postérité
Le modèle keynésien à effet de seuil sert en partie de base à Kenneth Rogoff et Carmen Reinhart pour leur travail sur le lien entre l'endettement public et la croissance. En 2010, les auteurs publient un article appelé « Growth in a Time of Debt », dans lequel ils estiment qu'au-delà du seuil de 90 % de dette publique rapportée au PIB, la croissance est réduite de 0,1 point. Les conclusions de l'étude sont toutefois fortement débattues.